# James Joseph Sylvester
James Joseph Sylvester (3. září 1814 Londýn, Spojené království – 15. března 1897 Oxford, Spojené království) byl anglický matematik. Významná je především jeho práce v oblastech lineární algebry (obzvláště v teorii matic) teorie čísel a kombinatoriky. Je po něm pojmenováno velké množství matematických konceptů, či vět, nejznámějšími jsou Sylvesterova posloupnost, Sylvesterovo kritérium, Sylvesterova matice či tzv. Sylvesterův zákon setrvačnosti.
Královská společnost na jeho počet uděluje Sylvesterovu medaili. Jeho jméno nese i měsíční kráter Sylvester.